# Aïda Mbaye
Aïda Mbaye foi uma política senegalesa.
Ao lado de Arame Diène e Ramatoulaye Seck, Mbaye foi eleita para a Assembleia Nacional em 1983; todas as três mulheres tornaram-se conhecidas pelas suas habilidades políticas, apesar da falta de educação formal. Nativa de Saint-Louis, ela era membro do Partido Socialista do Senegal e serviu como funcionária do sindicato regional de Tambacounda na época da sua nomeação e eleição.